# Sándor Végh
Sándor Végh   (Cluj-Napoca, 17 de maig de 1912 - Salzburg, 7 de gener de 1997) va ser un compositor, violinista i director hongarès, més tard francès. Se'l coneix sobretot per ser un dels més importants violinistes de música de cambra de segle xx.
Estudià a l'Escola Superior de Música de Budapest, on ingressà com a professor el 1940, encara que ja en el decenni anterior havia conquerit molta anomenada com a instrumentista: el 1931 havia fundat el Trio Hongarès, i quatre anys després un Quartet amb el mateix nom. Al final de la Segona Guerra Mundial abandonà el seu país nadiu i paulatinament anà adquirint fama internacional per la seva gran vàlua com a solista, basat en gran manera en la netedat de la seva sonoritat i emotivitat expressiva. La fundació del Quartet Végh que va mantenir la seva activitat fins a final dels anys 1970, marcà el seu moment de major notorietat, ja que en el seu repertori comptava, per no mencionar altres obres, amb la sèrie completa dels quartets de Beethoven, que presentà arreu del món i enregistrà en disc, en una versió considerada per molts com a exemplar.
El 1978 va esdevenir director de la Camerata Acadèmica de Mozarteum. Amb ella va realitzar un enregistrament dels divertiments i serenates de Mozart que va obtenir el Gran Prix du Disque el 1989. En aquesta estada a Salzburg tingué entre els seus alumnes al nerlandès Jeroen de Groot. Abans va viure uns anys a Suïssa, dedicat sobretot a la ensenyança, i on va tenir com alumna la que després seria famosa violinista suïssa Ursula Bagdasarjanz, malgrat que no va oblidar la carrera de solista. Es va presentar a recitals i convocatòries internacionals, com el "Festival di Cervo" (Imperia, Itàlia), en el qual intervenia amb regularitat.
Se'l va nomenar «Cavaller de la Legió d'Honor» el 1986, doctor honoris causa per les universitats de Warwick i Exeter (1987), «Commander» de l'Order of the British Empire (CBE) a títol honorífic el 1988 i se li va concedir la Medalla d'Or de Salzburg el 1987.
Després d'una breu malaltia, va morir en un hospital de Freilassing, a Alemanya, a prop de Salzburg.